# Caienna

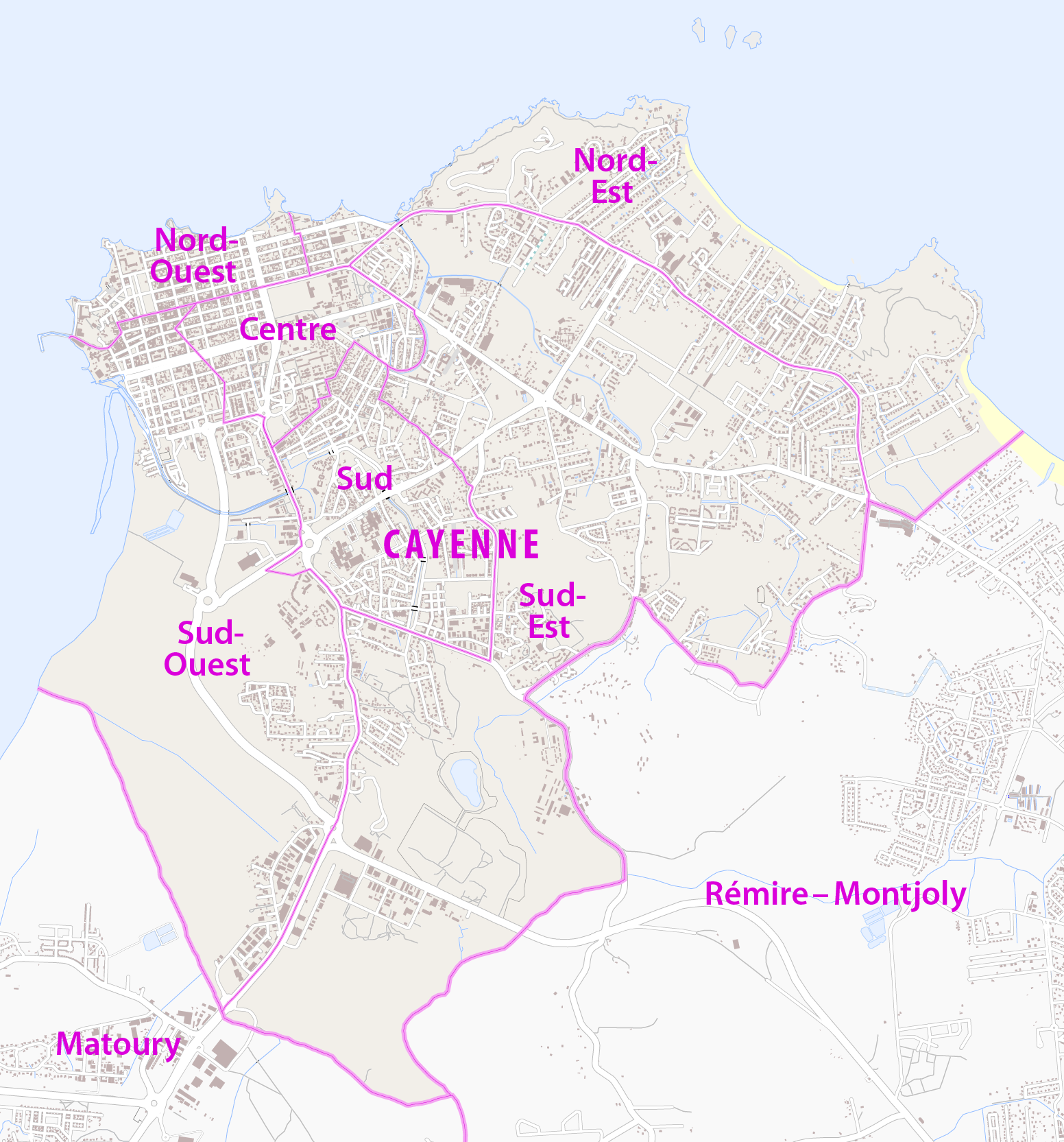

Caienna (AFI: /kaˈjɛnna/; in francese Cayenne; in creolo Kayenn) è il capoluogo della Guyana francese, sede della prefettura nonché della regione e del dipartimento.
Fu la sede del famigerato bagno penale, anche se normalmente i prigionieri venivano mandati sulla vicina isola del Diavolo.

## Stemma

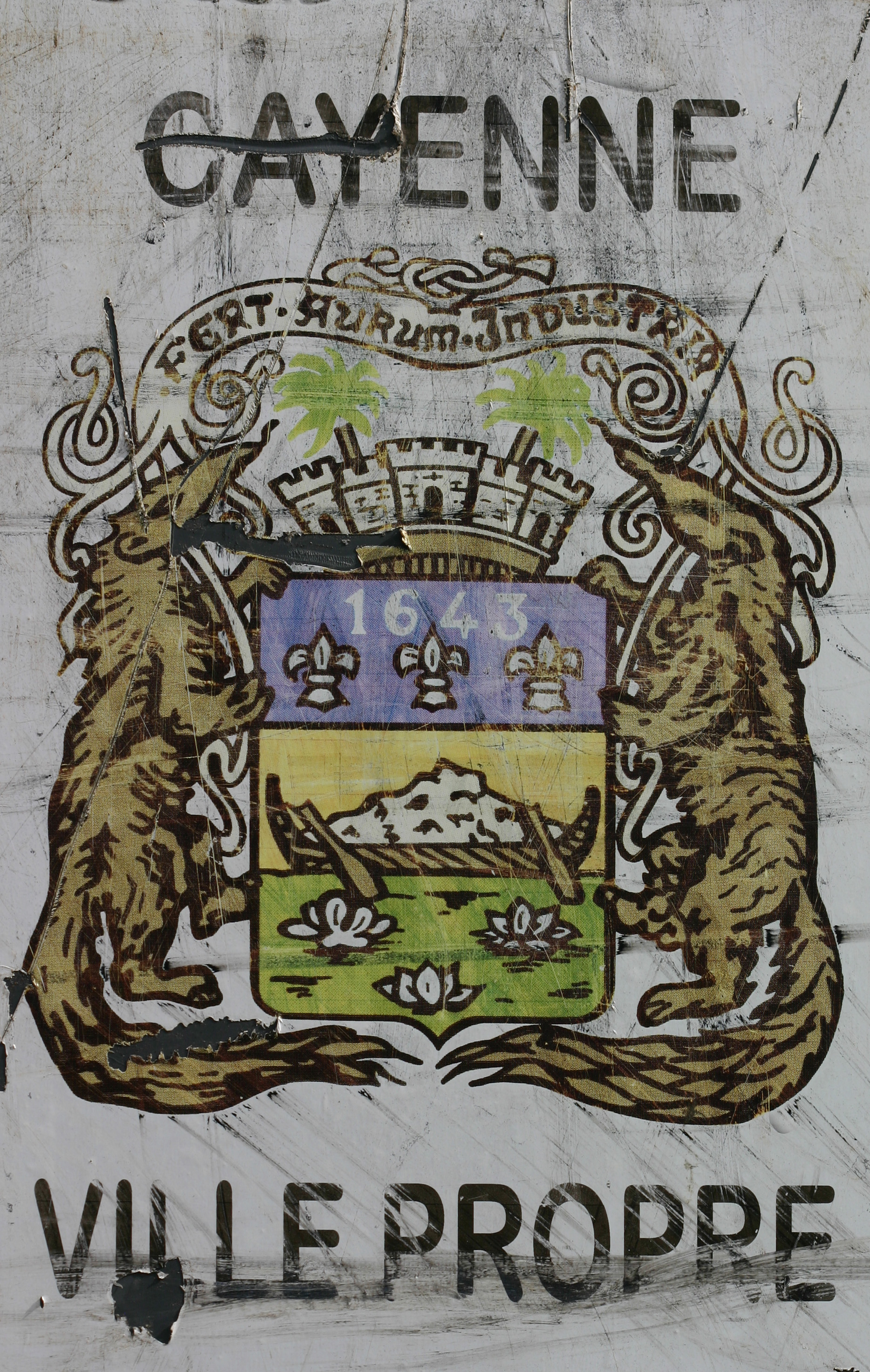
Stemma della città

Lo stemma cittadino attualmente in uso venne proposto il giorno di Natale 1901 dall'allora governatore della Guyana Émile Merwart.
Esso si compone di uno scudo centrale nel quale si notano, dall'alto verso il basso:
- Il numero 1643, ossia l'anno di fondazione della città da parte di Charles Poncet Brétigny;
- I fiori di giglio su fondo blu, simbolo della regalità tipico dell'araldica francese;
- una canoa, mezzo di locomozione fluviale tipico degli abitanti originari della zona, carica d'oro, su sfondo rosso, colore rappresentante la terra;
- delle ninfee su sfondo verde, rappresentante la foresta.

Lo scudo è sostenuto da due formichieri, animali un tempo molto diffusi nella zona in cui sorse la città. Esso è inoltre sormontato da una fascia sulla quale si legge il motto della città, Fert Aurum Industria (in latino "dal lavoro proviene ricchezza"), a sua volta sormontato da una corona muraria stante a significare sia il rango di città, sia le fortificazioni che essa possiede. Dalla corona emergono due palme, piante tipiche della zona.

## Geografia fisica

### Territorio

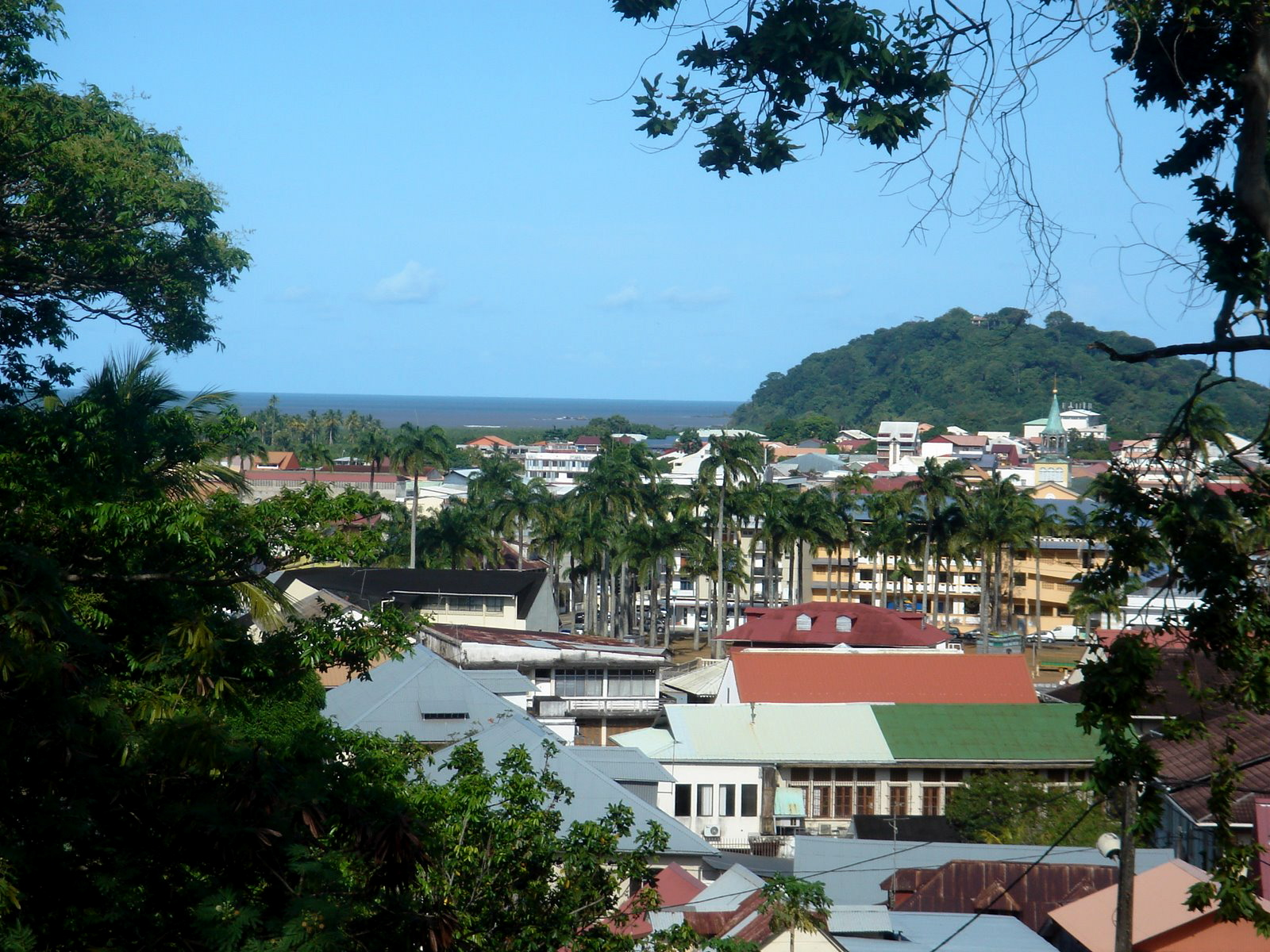
Il Montabo visto dal Monte Cépérou

La Caienna è situata nel nord della Guyana francese, sulla costa atlantica. Inizialmente nata come forte sull'isola di Caienna, situata alla foce dell'omonimo fiume, con l'aumento della popolazione i confini della città si sono espansi anche sulla terraferma a est del fiume.
Il centro cittadino è dominato dal monte Cépérou (105 m s.l.m.), sul quale venne installato in epoca coloniale il forte omonimo: altri colli sui quali si sviluppa la città sono il monte Bourda alla periferia orientale, e il Montabo, sul quale si trovano un osservatorio e numerosi edifici amministrativi. A sud della città si ergono inoltre i due monti Lucas e Baduel.

### Clima
Il clima è di tipo equatoriale, caldo e molto umido sebbene stabilizzato dalla presenza dell'oceano Atlantico. Le temperature si mantengono costanti durante l'anno, mentre a variare è il livello delle precipitazioni, che definisce l'alternarsi delle stagioni. A Caienna vengono infatti riconosciute tre stagioni:
- Una prima stagione delle piogge (detta petite saison), da dicembre a febbraio;
- Una seconda stagione delle piogge (detta grande saison), da marzo a luglio;
- La stagione secca, da agosto a novembre.

La temperatura media annuale è di 26 °C, con un'escursione termica mattino-sera di circa 10 °C. Le temperature più alte si registrano durante la stagione secca, e in particolare nel mesi di settembre e ottobre.

La piovosità media è di circa 3 000 mm annui: le precipitazioni sono più intense durante la stagione delle piogge, e sono caratterizzate da forte intensità ma breve durata. Durante la stagione secca, le precipitazioni sono piuttosto scarse e tipiche delle ore notturne. Proprio per questo, nonostante l'alta piovosità, la Caienna gode di un clima particolarmente soleggiato (2v200 h/anno).
I venti che lambiscono la città hanno provenienza orientale (alisei) e sono assai moderati, raggiungendo velocità massima di 80 km/h: come tutto il Paese, anche la Caienna non è soggetta a uragani.

## Storia
Le prime tracce umane ritrovate nella zona di Caienna risalgono al 6000 a.C. e furono lasciate probabilmente dai progenitori delle attuali tribù Emerillon e Wayampi. Questi primi abitanti cominciarono il processo di creazione della cosiddetta terra preta, permettendo a maggiori quantità di persone di stabilirsi in zone altrimenti non abbastanza fertili da sostenerne la presenza.

Verso il III secolo d.C., i progenitori degli attuali indiani Palikur e Arawak, provenienti dall'entroterra attraverso le vie d'acqua, si stabilirono lungo la costa, cacciando gli abitanti originali.

### La colonizzazione
Il primo contatto con gli europei avvenne il 5 agosto 1498, quando Cristoforo Colombo, durante uno dei suoi viaggi, approdò in Guyana. Per lungo tempo la zona, compresa nella cosiddetta Costa Selvaggia, rimase al di fuori degli interessi colonialistici. Il primo tentativo di insediamento avvenne solo nel 1539, da parte del francese Nicolas Guimestre. In seguito vi provarono anche Robert Baker (1562) e Gaspard Sotel (1568/1673): in tutto vennero insediate 120 famiglie spagnole sull'isola di Caienna. Fra il 1596 e il 1598 venne eseguita una mappatura dettagliata della zona da parte degli inglesi e degli olandesi.
Nel 1604 una spedizione ordinata da Enrico IV di Francia si stabilì sull'isola della Caienna, ma fu distrutta dai portoghesi, intenzionati a far valere il trattato di Tordesillas. La storia della Caienna come città comincia ufficialmente però solo il 27 novembre 1643, quando la compagnia di Rouen, guidata dal luogotenente Charles Poncet Brétigny per conto di re Luigi XIII sbarcò a Remire-Montjoly: dopo due giorni di marcia verso l'interno, il gruppo di 200 uomini circa raggiunse una collina che domina la palude costiera e la acquistò dal capo Galibi locale, dando così il via alla dominazione francese della zona con la costruzione di Fort Cépérou. I cattivi rapporti con la popolazione locale portarono tuttavia a una rivolta degli indios, che culminò con lo sterminio della colonia e la morte del suo fondatore. Il 29 settembre 1652, la compagnia della Francia equinoziale si reinsediò con 800 uomini, di cui 14 provenienti dall'Africa come schiavi (la schiavitù fu abolita in Guyana solo nel 1848). Due anni dopo, a questi coloni si aggiunsero gli olandesi espulsi da Pernambuco, che introdussero la coltivazione della canna da zucchero.
Nel 1664 una flotta francese, sotto l'impulso di Jean-Baptiste Colbert, tentò di stabilire una colonia, che però fu distrutta tre anni dopo dagli inglesi che, peraltro, non si installarono in zona: fu solo nel 1674 che i francesi vi si stabilirono nuovamente. Nel 1676 gli olandesi, sotto il comando dell'ammiraglio Synk, strapparono la Caienna alla Francia e 400 soldati rimasero di stanza a Fort Cépérou. Re Luigi XIV, però, incaricò il conte Giovanni II d'Estrées di conquistare nuovamente la zona, il che avvenne il 21 dicembre 1676, al termine di una sanguinosa battaglia. Con l'arrivo dei gesuiti, che qui impiantarono numerose coltivazioni (manioca, cotone, caffè, cacao fra gli altri), la Caienna conobbe un periodo di prosperità grazie all'esportazione dei prodotti coltivati: durante le guerre napoleoniche, la stabilità della città fu nuovamente compromessa dall'occupazione delle truppe coloniali portoghesi, che approfittarono del fatto che l'esercito francese era impegnato in Europa.
Nel 1848, con l'abolizione della schiavitù, l'economia della Guyana collassò a causa della mancanza di manodopera: per porvi rimedio, l'imperatore Napoleone III fece istituire alla Caienna una colonia penale, dove deportare in massa gli "elementi indesiderabili" della società francese. La prigione fu chiusa definitivamente solo nel 1946. Nel 1855 venne scoperto l'oro nel fiume Approuague: migliaia di cercatori tentarono la fortuna in Guyana, rifornendosi alla Caienna prima di inoltrarsi nella foresta. La corsa all'oro terminò solo con la seconda guerra mondiale. La fondazione ufficiale di Caienna, sorprendentemente, è avvenuta solo il 15 ottobre 1879. Il 3 agosto 1888 scoppiò un incendio, durato oltre una settimana, che distrusse completamente la cittadina.

## Monumenti e luoghi d'interesse
- Cattedrale del Santissimo Salvatore, costruita nella prima metà del XIX secolo.
- Forte Cépérou
- Colonna della Repubblica

## Cultura

### Istruzione

#### Musei
- Museo dipartimentale Alexandre-Franconie
- Casa-museo di Félix Éboué
- Museo delle culture guianesi

## Geografia antropica

### Urbanistica
La Caienna è il comune guianese con minore estensione, estendendosi per 2 360 ettari.

La pianta del centro cittadino non differisce significativamente da quella a scacchiera disegnata nel 1821 dall'architetto Sirdey Cayenne: l'urbanizzazione selvaggia delle periferie devia abbastanza marcatamente da questo schema principale, rimasto inalterato anche dopo il grande incendio che rase al suolo la città l'11 agosto 1888.
Il municipio si trova su Avenue Remire. La stazione di polizia si trova su Avenue du Général de Gaulle, nei pressi del municipio. La stazione dei pompieri si trova invece lungo Boulevard Jubelin.

### Suddivisioni amministrative
La Caienna si divide in sei cantoni:
- Cantone di Caienna-Nord-Ovest
- Cantone di Caienna-Nord-Est
- Cantone di Caienna-Sud-Ovest
- Cantone di Caienna-Sud-Est
- Cantone di Caienna-Sud
- Cantone di Caienna-Centre

Tradizionalmente vengono individuate invece cinque aree:
- Centre Ville, comprendente i quartieri Amandier, Buzaret, De Gaulle, Palmistes;
- Cités du Sud, l'area più densamente popolata, comprendente i quartieri di Anatole, Bonhomme, Cabassou, Eau Lisette, Galmot, Leblond, Mango, Mirza (la prima area urbana della città), Nova Parc, Themire e il quartiere cinese, conosciuto come Chicago;
- Quartiers Est, comprendente Chatenay, Montabo, Suzin, Troubiran-Bourda (dove si trova l'università) e Zephyr;
- Baduel/Mont Lucas
- La Madeleine (dov'è situato l'ospedale) e l'area di attività Colery

## Società

### Evoluzione demografica
Con 58 004 abitanti nel 2006, la Caienna è la più grande città della Guyana e la settantunesima città francese per popolazione, dopo Aubervilliers: assieme all'area metropolitana, nella città si concentra più della metà della popolazione della Guyana.
La crescita della popolazione, nonostante l'elevata natalità, è inferiore alle aspettative in quanto la mancanza di spazi abitabili e l'elevato costo di questi ultimi spinge i giovani a lasciare la città per stabilirsi nei comuni limitrofi, come Matoury, Remire-Montjoly e Macouria.

### Religione
La città è sede della diocesi di Caienna, istituita il 23 febbraio 1956 e suffraganea dell'arcidiocesi di Fort-de-France. Sono presenti anche comunità protestanti e islamiche.

## Economia
Fino al 1848, la principale risorsa di Caienna era il commercio dei prodotti agricoli dell'entroterra, che qui venivano commercializzati. Con l'abolizione della schiavitù, il settore agricolo entrò in crisi e con esso l'intera economia guyanese: per far fronte a ciò, l'imperatore Napoleone III istituì alla Caienna una grande colonia penale nel 1854. Solo un anno dopo, la scoperta di giacimenti d'oro portò numerose persone alla Caienna in cerca di fortuna.
Attualmente, la vocazione della città è principalmente terziaria, ossia amministrativa e commerciale: le industrie, che necessitano di molto spazio (assente in una città densamente abitata quale è la Caienna) si trovano principalmente nelle città attigue, come Matoury e Remire-Montjoly, sebbene alla Caienna si trovi qualche industria edilizia. Nel 1999, il 70% circa dei posti di lavoro dell'intera Guyana erano concentrati alla Caienna.
Con la dipartimentalizzazione della Guyana nel 1946, nella Caienna sono stati installati tutti gli edifici amministrativi, in quanto capoluogo. Come accade in tutte le regioni d'oltremare francesi, il settore dei servizi pubblici occupa una fetta maggioritaria dell'economia di Caienna. Sono presenti banche e assicurazioni, servizi di sicurezza sociale, e anche le sedi delle industrie estrattive che però operano in altre zone della regione, come Saint-Laurent-du-Maroni. A Caienna è inoltre di stanza dal 1976 il battaglione della Guyana, rinominato nel 1992 IX reggimento di fanteria di marina.

Anche il commercio impegna molte persone: il 70% degli esercizi è situato sull'isola della Caienna, e la maggior parte dei negozi sono gestiti dalla comunità cinese e a conduzione familiare. Nel 2005 proprio in questa città è stato inaugurato il primo grande centro commerciale della regione, e nei prossimi anni è prevista la costruzione di nuovi edifici del genere.
Tradizionalmente a Caienna sono presenti un mercato del pesce e un mercato di carne e verdure, dal tipico aspetto caraibico.

## Infrastrutture e trasporti

### Aeroporti
La città è servita dall'aeroporto Félix Éboué, situato a 13 km a sud e principale scalo aereo internazionale della Guyana francese. 

## Amministrazione

### Gemellaggi
- Salvador de Bahía